# 黄花野青茅
黄花野青茅（学名：Deyeuxia flavens）为禾本科野青茅属下的一个种。

## 扩展阅读
- 維基物種上的相關：黄花野青茅